# 235 Кароліна
235 Кароліна (235 Carolina) — астероїд головного поясу, відкритий 28 листопада 1883 року Йоганном Палізою у Відні.